# منتخب روسيا لاتحاد الرغبي للسيدات
منتخب روسيا لاتحاد الرغبي للسيدات (بالروسية: Женская сборная России по регби)‏ هو ممثل روسيا الرسمي في المنافسات الدولية في اتحاد الرغبي في فئة رياضة نسوية. تأسس في 11 أبريل 1994.

## وصلات خارجية
- الموقع الرسمي